# Phạm Hoài Giang
Phạm Hoài Giang là một sĩ quan cấp cao trong Quân đội nhân dân Việt Nam, hàm Trung tướng, từng giữ các chức vụ: Chỉ huy trưởng Bộ Chỉ huy quân sự tỉnh Hà Nam, Phó Cục trưởng Cục Cứu hộ cứu nạn, Cục trưởng Cục Cứu hộ cứu nạn

## Thân thế và sự nghiệp
Trước đó, ông từng giữ chức Chỉ huy trưởng Bộ Chỉ huy quân sự tỉnh Hà Nam, Quân khu 3
Tháng 10 năm 2009, bổ nhiệm giữ chức Phó Cục trưởng Cục Cứu hộ cứu nạn
Năm 2010, bổ nhiệm giữ chức Cục trưởng Cục Cứu hộ cứu nạn
Thiếu tướng (2011), Trung tướng (2014)